# ジェフ・ファーマー
ジェフ・ファーマー（英語: Jeff Farmer, 1962年8月14日 - ）は、アメリカ合衆国のプロレスラー。ニューヨーク州ニューヨーク出身。リングネームはnWoスティング、スーパーJ。兄はアメリカで名の知れた医師ポール・ファーマーである。

## 来歴
1991年、IWFにて従兄弟のサンダーとともにライトニングのリングネームでプロレスデビュー。
1993年にWCW入りし、スティービー・レイ&ブッカーTのハーレム・ヒートと抗争する。また、8月にはサンダーとのタッグで全日本プロレスに初来日した。
1995年にサンダーとのタッグを解消してコブラを名乗るが、大きな実績は残せなかった。その後WCWを離れヨーロッパにて活動。
1996年に再びWCWに戻ることになる。ファーマーはスティングそっくりのいでたちで、nWo5人目のメンバーであるインポスター・スティング（後のnWoスティング）として登場。いわゆる偽スティングである。9月に行われたビッグマッチで、ハルク・ホーガン、ケビン・ナッシュ、スコット・ホールと組み、リック・フレアー、レックス・ルガー、アーン・アンダーソン、そして本物のスティングと戦い、サソリ固めでルガーをタップさせた。
1997年からは、蝶野正洋率いるnWoジャパンのメンバーとして来日。nWoジャパンの主力メンバーとして暴れまわった。初期の頃は入場テーマは蝶野の「CRASH」を使用していた。
1999年にはそのまま新日本に残りTEAM 2000の一員に加わる。その後しばらくして素顔に戻し、スーパーJに改名。
2002年には仲間割れを起こし新日本本隊としても戦った。ちなみに、スーパーJの時は、もみあげを「J」の文字に剃っていた。
その後新日本を離れ、UCWに参戦。nWoスティングに戻りヘビー級王座も獲得している。
2018年2月16日に後楽園ホールで開催された「プロレスリング・マスターズ」にTEAM 2000のメンバーとして参戦した。

## 得意技
- サソリ固め（スコーピオン・デスロック）
- ダイビングラリアット